# Pipistrellus rueppellii
Pipistrellus rueppellii es una especie de murciélago de la familia Vespertilionidae.

## Distribución geográfica
Se encuentra en África y en partes del suroeste de Asia.